# Makrolid
Makrolid (i plural, makrolider) är en typ av antibiotika som verkar genom att binda till bakteriernas ribosomer och därmed hämma deras proteinsyntes. Makrolider är effektiva mot flera olika bakterietyper, däribland grampositiva bakterier, såsom streptokocker och stafylokocker. De är också effektiva mot olika luftvägspatogener som Mycoplasma pneumoniae, Chlamydophila pneumoniae och Bordetella pertussis. 
Som exempel kan nämnas erytromycin (Ery-Max) och azitromycin.